# Antoni Julian Mierzyński
Antoni Julian Mierzyński (ur. 29 grudnia 1829 w Krotoszynie, zm. 27 sierpnia 1907 w Warszawie) – polski filolog. Od 1863 roku był profesorem greki w Szkole Głównej, a od 1888 roku na Uniwersytecie Warszawskim. Publikował w języku polskim, rosyjskim, francuskim, niemieckim i łacińskim. Był również tłumaczem.
Jego dzieło De vita moribus scriptisque Latinis Sebastiani Fabiani Acerni było jedną z pierwszych prac w polskiej historii literatury pisanym z zastosowaniem krytyki filologicznej.

## Publikacje wybrane
- De vita moribus scriptisque Latinis Sebastiani Fabiani Acerni
- Przykłady do tłumaczenia z greckiego na polskie i z polskiego na greckie ze słowniczkiem: zastósowane do grammatyki Cegielskiego
- Źródła do mytologii litewskiej: wiek XIV i XV
- Źródła do mytologii litewskiej od Tacyta do końca XIII wieku
- Mythologiae lituanicae monumenta: Źródła do mytologii litewskiej. Cz. 2, Wiek XIV i XV
- Mythologiae Lituanicae Monumenta. Źródła do mytologii litewskiej od Tacyta do końca XIII wieku. (Część II. Wiek XIV i XV.)
- De vita, moribus scriptisque Latinis S.F. Acerni. Dissertatio inauguralis etc.
- O dzisiejszem stanowisku Filologji